# 神戸市立神戸祇園小学校
神戸市立神戸祇園小学校（こうべしりつこうべぎおんしょうがっこう）は、兵庫県神戸市兵庫区下三条町にある公立小学校。

## 沿革
- 2015年4月 - 神戸市立湊山小学校・神戸市立平野小学校 (兵庫区)・神戸市立荒田小学校・神戸市立湊川多聞小学校が併合し、神戸市立神戸祇園小学校が開校する[1][2][3]。校地は2011年3月に閉校した神戸市立湊中学校の跡地及び隣接する公園を利用、神戸市の計画では平野小の跡地を代替の公園として整備する。

## 教育目標
- ともに育つ ともに思いやる ともにきたえる ともに学ぶ

## 通学区域
校区は以下の通り。全域で神戸市立湊翔楠中学校の通学区域となる。
- 神戸市兵庫区
  - 荒田町1丁目（1～19番）・2 - 4丁目、石井町1 - 8丁目、梅元町、上祇園町、上三条町、烏原町、神田町、五宮町、山王町1 - 2丁目、下祇園町、下三条町、大同町1 - 3丁目、千鳥町1 - 4丁目、都由乃町1 - 3丁目、天王町1 - 4丁目、馬場町、平野町、湊山町、矢部町、雪御所町
- 神戸市中央区
  - 楠町1 - 8丁目、橘通1 - 2丁目、多聞通1 - 2丁目、元町高架通（2番314～321号、3番314～321号）

## 校区内の主な施設
- 神戸家庭裁判所
- 神戸文化ホール

## アクセス
- 神戸市営地下鉄西神・山手線 大倉山駅より北へ徒歩13分。
- 神戸市バス 9・110・112系統「家庭裁判所前」バス停すぐ。[5]

## 通学区域が隣接している学校
- 神戸市立湊小学校
- 神戸市立会下山小学校
- 神戸市立夢野の丘小学校
- 神戸市立丸山ひばり小学校
- 神戸市立谷上小学校[6]
- 神戸市立こうべ小学校
- 神戸市立山の手小学校